# ویکتور آدر

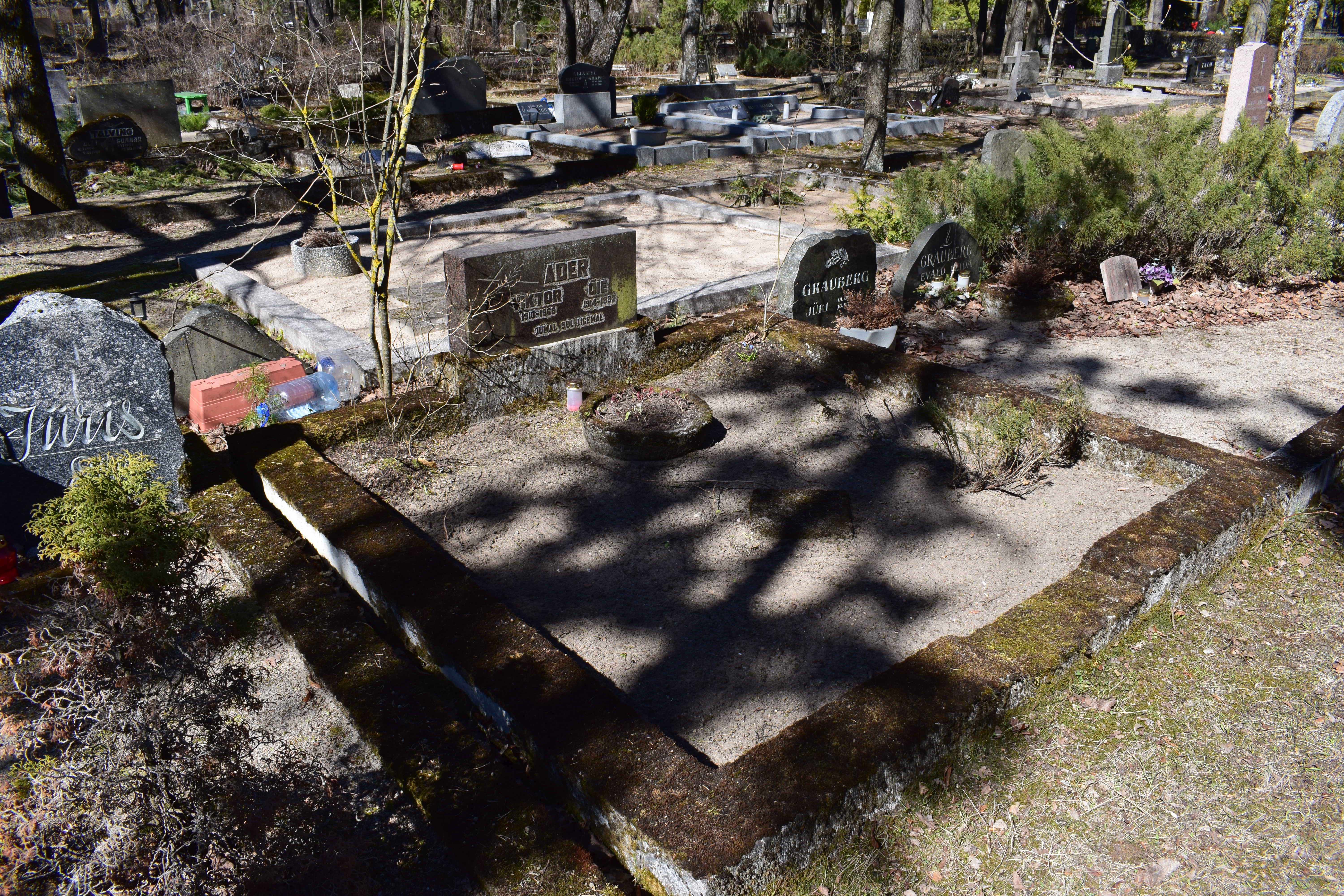
نمایی از سنگ‌مزار ویکتور آدر

ویکتور آدر (استونیایی: Viktor Ader؛ ۴ اکتبر ۱۹۱۰ – ۷ سپتامبر ۱۹۶۶ (۵۵ سال)) بازیکن فوتبال اهل استونی بود.